# Xavier McDaniel
Xavier Maurice McDaniel (ur. 4 czerwca 1963 w Kolumbii) – amerykański koszykarz, występujący na pozycji skrzydłowego w latach 1985-1998, uczestnik NBA All-Star Game.
McDaniel jest pierwszym zawodnikiem w historii NCAA, który został liderem ligi akademickiej zarówno pod względem punktów, jak i zbiórek w trakcie tych samych rozgrywek (1985). Został także zaledwie trzecim zawodnikiem w historii konferencji Missouri Valley, który w trakcie swojej kariery akademickiej uzyskał co najmniej 2000 punktów oraz 1000 zbiórek. 
W sezonie 1984/85 zanotował na swoim koncie 30 double-doubles, co zapewniło mu ex-aequo drugie miejsce w historii NCAA pod względem największej liczby double-doubles w trakcie jednego sezonu. Podczas tych samych rozgrywek zaliczył aż 23 spotkania z rzędu z dwucyfrowymi wynikami w kategorii punktów oraz zbiórek, co zapewniło mu ex-aequo piątą lokatę w historii rozgrywek Dywizji I NCAA. Wcześniej w 1983 roku miał ich na swoim koncie 26. 
Do NBA został wybrany w drafcie 1985 roku z numerem 4 przez Seattle SuperSonics. Jako debiutant notował 17,1 punktu, 8 zbiórek oraz 2,4 asysty, co zapewniło mu wybór do składu najlepszych debiutantów ligi oraz drugie miejsce w głosowaniu na debiutanta roku. Statystycznie najlepszy sezon w swojej karierze rozegrał rok później, kiedy to uzyskiwał średnio 23 punkty i 8,6 zbiórki. W 1988 roku wystąpił w NBA All-Star Game, pierwszy i jedyny raz w karierze. Rozgrywki zakończył wówczas z dorobkiem 21,4 punktu i 6,6 zbiórki. 
7 grudnia 1990 roku został wysłany do Phoenix Suns, w zamian za Eddiego Johnsona, oraz dwa wybory pierwszej rundy draftów (1991 - LeRon Ellis, 1994 - Sharone Wright). Po zaledwie jednym sezonie wytransferowano go do Nowego Jorku. Rok później podpisał jako wolny agent umowę z Boston Celtics, z którymi występował przez kolejne trzy lata. W 1996 roku wyjechał do Grecji, gdzie zasilił szeregi Iraklisu Saloniki. Po rocznej przerwie powrócił do NBA, trafiając do New Jersey. Spędził tam ostatnie dwa lata swojej kariery, pełniąc ograniczoną rolę zadaniowca.

## Osiągnięcia

### NCAA
- Uczestnik turnieju NCAA (1985)
- Mistrz:
  - turnieju konferencji Missouri Valley (MVC – 1985)
  - sezonu regularnego MVC (1983)
- 2-krotny zawodnik roku MVC (1984–1985)[2]
- Zaliczony do
  - I składu:
    - All-American (1985)[5]
    - All-MVC[2]

  - Akademickiej Galerii Sław Koszykówki (2013)[6]
- Lider:
  - strzelców NCAA (1985)[1]
  - NCAA w zbiórkach (1983, 1985)[1]
- Uczelnia zastrzegła należący do niego numer 34

### NBA
- Uczestnik meczu gwiazd NBA (1988)
- Wybrany do I składu debiutantów NBA (1986)[7]
- 2-krotny zawodnik tygodnia NBA (22.11.1987, 23.04.1988)[8]